# セルカン・カヤ
セルカン・カヤ（Serkan Kaya, 1977年7月24日 - ）はドイツ・レーヴァークーゼン出身の俳優。オーストリア・ドイツを中心に活動する。トルコ人。身長177cm。

## 経歴
トルコ労働者の子としてドイツに生まれる（国籍はトルコ）。エッセンのフォルクヴァング音楽大学にて、ドラマ・ミュージカルの課程を修了。
レバークーゼン・ジャズ・フェスティバルに自身のロックバンド、エストニア・ファンタジーの一員として参加。役者としての最初の契約はグローブ座のシェイクスピア・フェスティバルであり、「恋の骨折り損」で王を演じている。活動の場をミュージカルに本格的に移す。エリザベートのルイージ・ルキーニ役で名高い。

## ミュージカル
- 2002:マイアミ・ナイツ 、デュッセルドルフ（エミリオ）
- 2003–2005: エリザベート、ウイーン（ルイージ・ルキーニ）
- 2004–2006: ウィ・ウィル・ロック・ユー、ケルン（Galileo Figaro）、オリジナルキャスト
- 2004: フットルース、アムステルダム（レン・マコーマック）
- 2005: ジーザス・クライスト・スーパースター、ウイーン（ユダ）
- 2006–2008: ジーザス・クライスト・スーパースター、エッセン（ユダ）
- 2006-2007: ウィ・ウィル・ロック・ユー (ミュージカル)、チューリッヒ（Galileo Figaro）
- 2008: ウィ・ウィル・ロック・ユー、ウイーン（Galileo Figaro）
- 2008: チェス、エッセン（アナトリー）
- 2009: スパマロット、ケルン（ガラハット卿）
- 2009–2010: チェス、エッセン（アナトリー）
- 2009–2010: エビータ、ドルトムント（チェ）
- 2009: Musical Rocks!、ウイーン
- 2010: ジーザス・クライスト・スーパースター、エッセン（ユダ）
- 2010: ウエストサイド・ストーリー、マルデブルク（ベルナルド）
- 2010: イントゥ・ザ・ウッズ、カッセル
- 2010: Musical Rocks!、オーストリア
- 2011: Hinterm Horizont、ベルリン（Udo Lindenberg）、オリジナルキャスト
- 2015: Hamburg Royal、ハンブルク（ハンセン）
- 2016: Woyzeck、ボン（ヴォイツェック）

## その他の情報
声域はテノール。ドイツで生まれたため、母語がドイツ語。その他にも英語、トルコ語、スペイン語などが話せる。ロックバンドを組んでいた経験から、ギター・ドラムを演奏することができる。フェンシング、モダンダンスも嗜む。「ゼアカン・カーヤ」が原語の発音に近い。同名のトルコ人ポップス歌手がいるが、別人である。Hinterm Horizon以降は映画・テレビにその活動の主軸を移したように思われる。2014年11月からオーストリアのドラマ番組Die Detektiveで会計士の異母兄弟と共に、探偵事務所を継ぐことになった、ヒッピーの青年役（ロニー）を演じている。

## ディスコグラフィ
- Hinterm Horizont – Original Cast Album Berlin 2011
- Elisabeth – Original Cast Album Wien 2006（iTunesで入手可能。トート役はマテ・カマラス）
- Elisabeth – Gesamtaufnahme Live Wien 2006（iTunesで入手可能）
- Elisabeth – Original Cast Wien 2006（DVD）
- Jesus Christ Superstar – Concert Cast Wien 2005（iTunesで入手可能、ジーザス役はDrew Sarich）
- Der Ring – Studio Cast 2007
- We Will Rock You – Original Cast Köln 2005（ただし、彼の演じているガリレオ役はアレックス・メルケルと共同クレジットになっており、セルカンでなくアレックスが歌唱を担当しているナンバーが多い。Hammer to fallなどは、セルカンでなくアレックスの歌唱が収録されている、ナンバーごとに注意が必要）

## 映画・テレビ
- 2014: Die Detektive[1]
- 2018: お名前はアドルフ? Der Vorname

## 参考資料
1. ↑  derStandard.at - ORF-Serie "Die Detektive": "Kromödie" mit ungleichem Duo. .

## リンク
- Serkan Kaya - IMDb（英語）
- Interview mit Serkan Kaya